# ГАЕС Sancheong
ГАЕС Sancheong — гідроакумулювальна електростанція у Південній Кореї.
Обидва резервуари станції спорудили у правобережній частині сточища річки Нам (права притока Нактонган, яка впадає до Японського моря біля Пусану). При цьому звели дві кам'яно-накидні греблі з бетонним облицюванням:
- Висотою 91 метр та довжиною 360 метрів для верхнього сховища. Вона потребувала 2,2 млн м3 матеріалу та утримує водойму з площею поверхні 0,24 км2 та об'ємом 6,4 млн м3 (корисний об'єм 5,7 млн м3) та припустимим коливанням рівня поверхні між позначками 634 та 677 метрів НРМ.
- Висотою 71 метр та довжиною 286 метрів для нижнього сховища. Вона потребувала 1,7 млн м3 матеріалу та утримує водойму з площею поверхні 0,35 км2 та об'ємом 7,4 млн м3 (корисний об'єм такий самий — 5,7 млн м3) та припустимим коливанням рівня поверхні між позначками 249 та 273 метри НРМ.

Розташовані на відстані 1,5 км резервуари з'єднані з підземним машинним залом розмірами 116х25 метрів при висоті 53 метри. Тут встановлені дві оборотні турбіни типу Френсіс потужністю по 350 МВт, які при напорі до 427 метрів виробляють 1221 млн кВт·год електроенергії на рік.
Сполучення з енергосистемою відбувається по ЛЕП, розрахованій на роботу під напругою 345 кВ.